# Abraham Storck

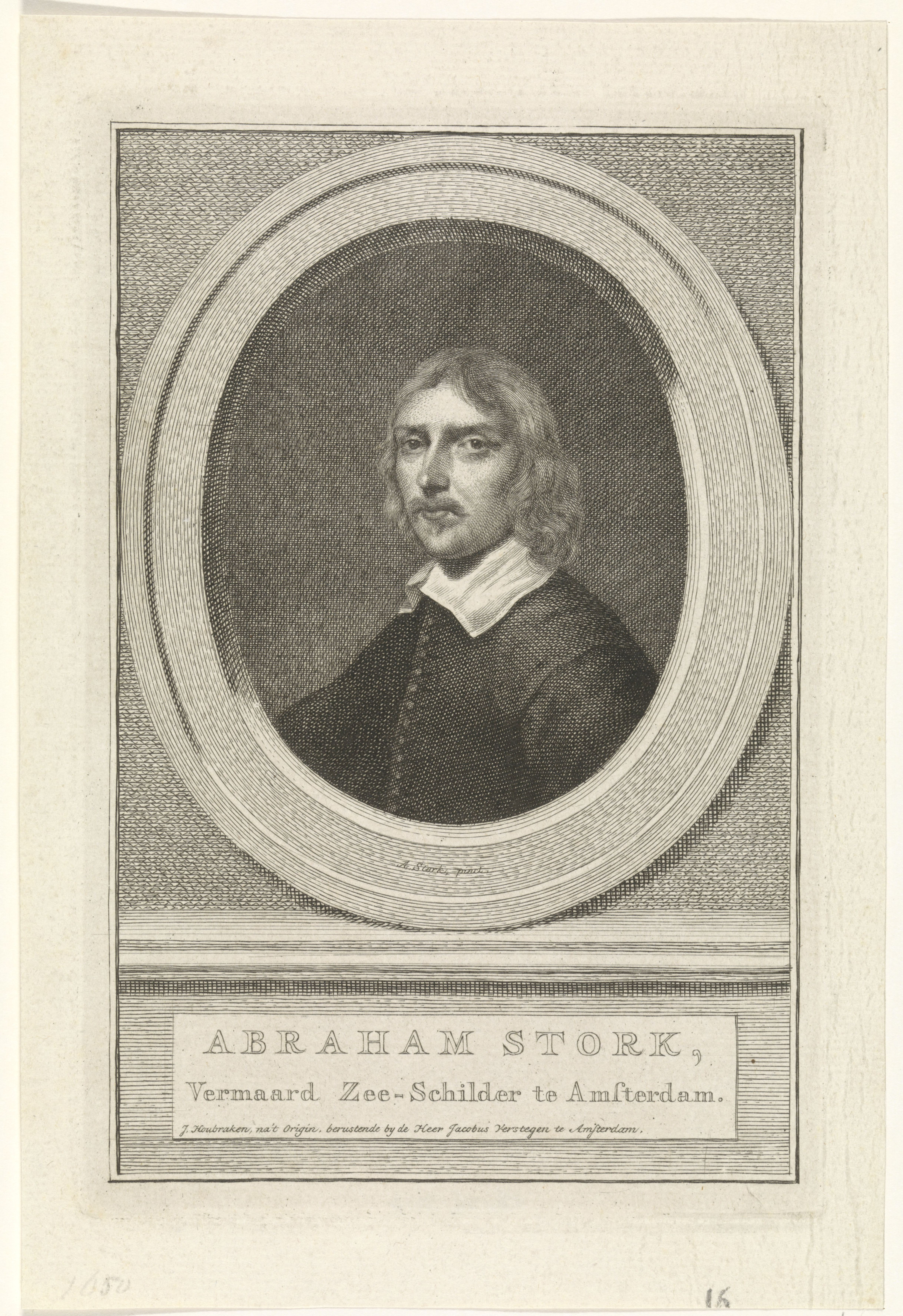
Portretprent door Jacob Houbraken, 18de eeuw

Abraham Storck (of Sturckenburg) (gedoopt Amsterdam, 17 april 1644– begraven aldaar, 8 april 1708) was een Nederlands kunstschilder, tekenaar en graveur behorend tot de Hollandse School. Hij schilderde voornamelijk schepen, maar had altijd aandacht voor de passagiers of de toevallige toeschouwers. Van Storck zijn verder bekend: allegorieën, veduti of mediterrane stadsgezichten (geïnspireerd op het werk van Jan Baptist Weenix), marines en landschappen. De riviergezichten zijn afkomstig van zijn broer. Storck schilderde ook een zelfportret. en slechts een gering aantal zeeslagen.

## Biografie
Storck was de jongste zoon van de uit Wesel afkomstige Jan Jansz Sturck of Johannes Storck (1603-1673) en de jongste broer van Johannes Storck (1629-1673) en Jacobus Storck (1641-1711). Zijn moeder was Teuntje Jacobs. Hij werd gedoopt in de Noorderkerk.
Aanvankelijk werkte hij in het atelier van zijn vader, een fijnschilder. Het is ook mogelijk dat hij bij Jan Abrahamsz. van Beerstraten een opleiding kreeg, want zijn oudste broer trouwde met een schoonzuster van de schilder op de Rozengracht. Zijn eerste gesigneerde werken zouden al van 1666 dateren. In 1670 reisde hij met zijn broer langs de Rijn tot in Duitsland. Na het overlijden van zijn vader in 1673, namen hij (en zijn broer?) de zaak over. In 1688 was hij lid van het Sint-Lucasgilde. Storck werkte samen met Ludolf Bakhuizen bij wie ook Hendrick Dubbels werkzaam was geweest. In 1694 trouwde hij met de weduwe van een chirurgijn, Neeltje Pieters van Meyservelt. Hij woonde tot 1702 in de Tuinstraat in de Jordaan. Aan het einde van zijn leven woonde hij in de Grote Kattenburgerstraat, niet ver van het Zeemagazijn en de VOC op Oostenburg.
Zijn werk is van historisch belang vanwege het bezoek van tsaar Peter de Grote in 1697 aan Amsterdam en de bouw van het fregat Pieter en Paul. In december 1704 tekende hij de binnenkomst van de John Churchill, de eerste hertog van Marlborough op de Amstel.

## Galerij

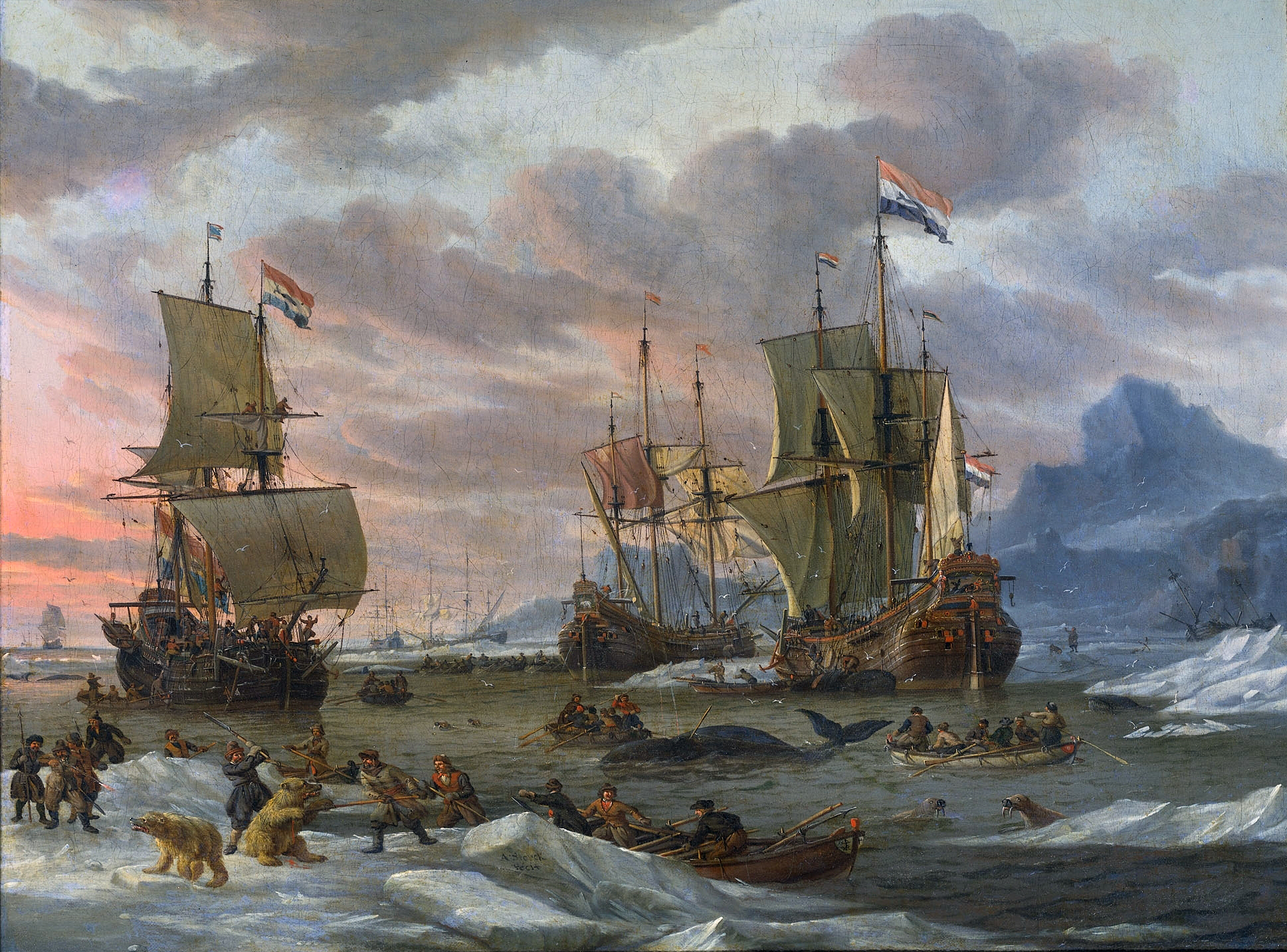
Walvisvangst (ca. 1690), Rijksmuseum Amsterdam
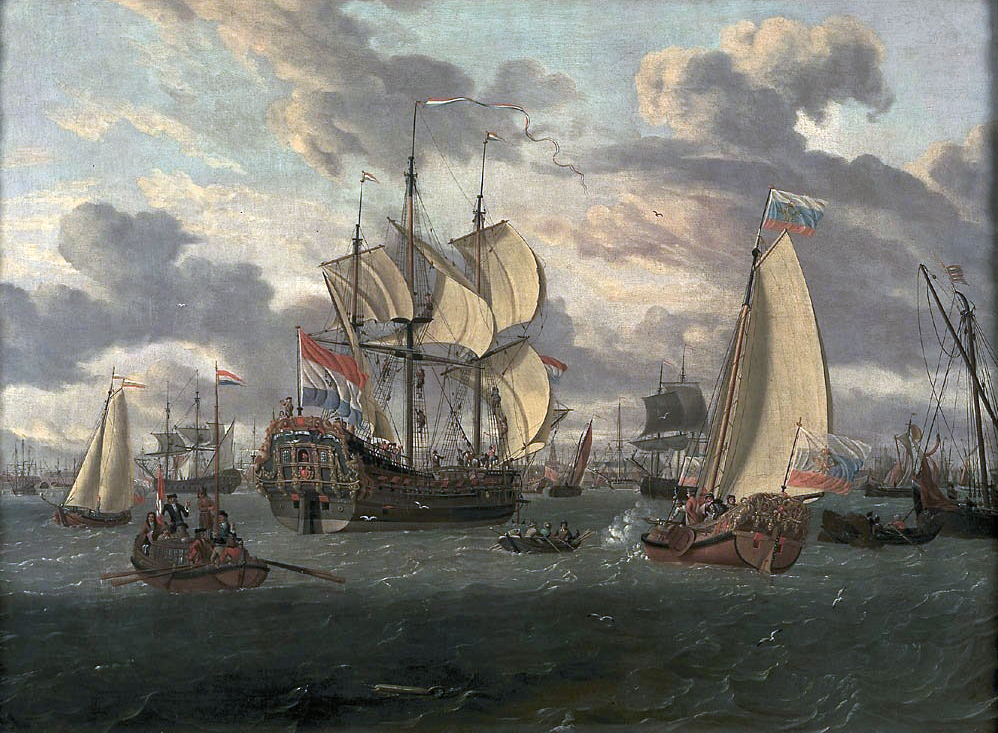
De Pieter en Paul bij vertrek op 24 oktober 1698; de tsaar is getuige, staande in een sloep
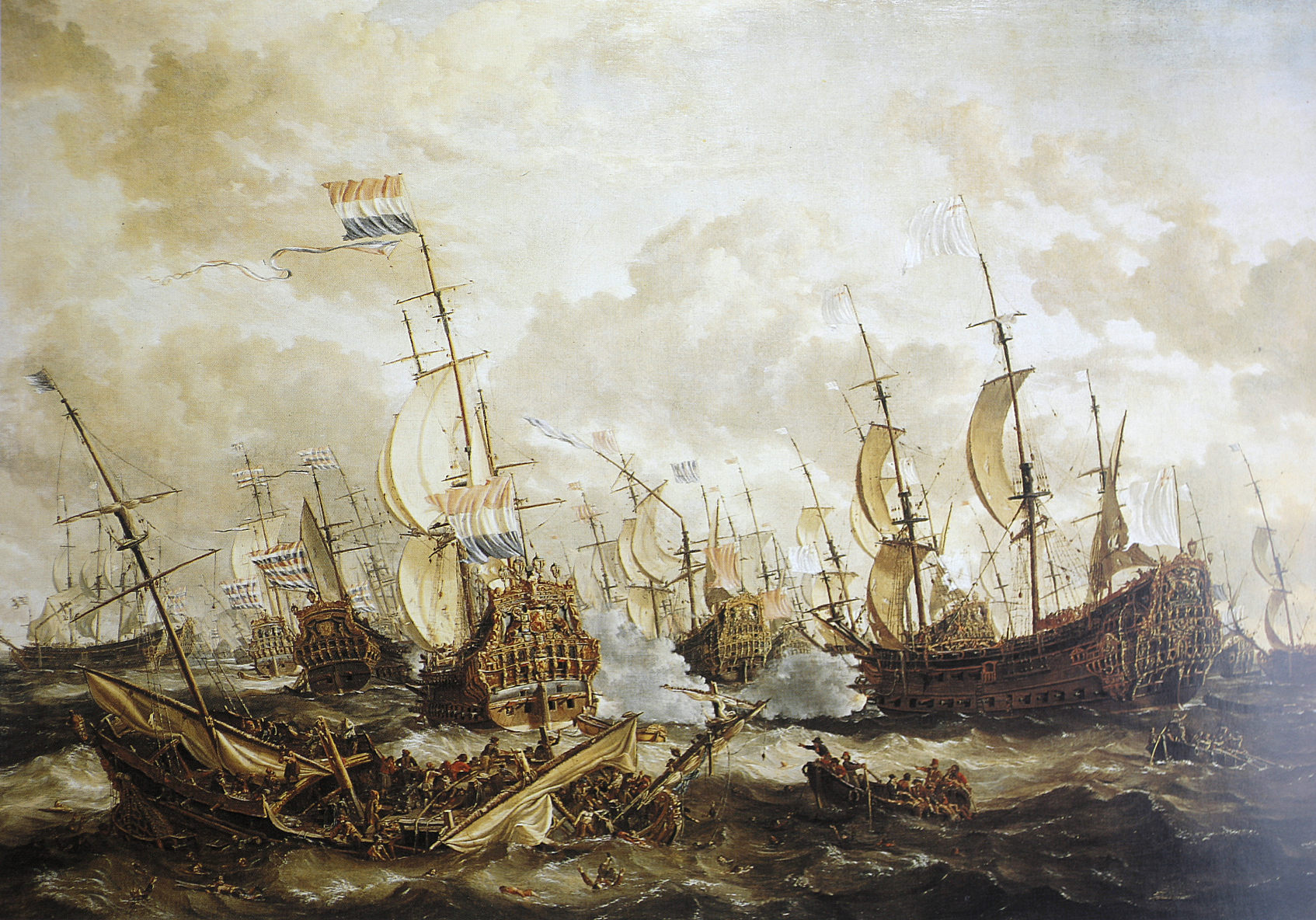
Vierdaagse Zeeslag, door Abraham Storck

- Art Gallery of South Australia: 4803
- Bibliothèque nationale de France: cb149351053 (data)
- Biografisch Portaal: 34553965
- Gemeinsame Normdatei: 138553505
- International Standard Name Identifier: 0000 0000 7887 3865
- KulturNav: 96d71da0-7987-4b34-97e4-08584a5d3efc
- Nederlandse Thesaurus van Auteursnamen: 401599760
- RKD-Nederlands Instituut voor Kunstgeschiedenis: 75515
- Système universitaire de documentation: 252858263
- Union List of Artist Names: 500015758
- Virtual International Authority File: 90833613
- WorldCat: E39PBJvt7tTmKxpYdV9CWmvPwC